# Ext3
ext3 (third extended filesystem o "tercer sistema de fitxes estès") és un sistema de fitxers amb registre per diari. És el sistema de fitxers més usat en distribucions Linux. En Stephen Tweedie va anunciar que estava treballant a estendre ext2 en un article de 1998, i més endavant, en un article de la llista de correu del nucli de Linux de febrer de 1999. El sistema de fitxers es va incorporar al nucli de Linux el novembre de 2001, a partir de la versió 2.4.15. El seu avantatge principal sobre ext2 és el registre per diari, cosa que en millora la fiabilitat i elimina l'obligació de comprovar el sistema de fitxers després d'una aturada imprevista. El seu successor és ext4.

## Avantatges
Encara que el seu rendiment (velocitat) és menor que el d'altres sistemes de fitxers alternatius com JFS, XFS i ReiserFS, permet la migració directa des d'ext2 sense necessitat de fer una còpia de seguretat i restaurar les dades. També consumeix menys CPU que ReiserFS i XFS. També se'l sol considerar més segur degut a la seva simplicitat relativa i gran base instal·lada.
El sistema ext3 afegeix al seu predecessor:
- Un sistema de fitxers amb registre per diari
- Creixement del sistema de fitxers online
- Indexació en Htree per directoris més grans. Un HTree és una versió especialitzada d'arbre-B.[5]

Sense aquests afegits, qualsevol sistema de fitxers ext3 és també un sistema de fitxers ext2 vàlid.

### Límits de mida
ext3 té una mida màxima tant per fitxers individuals com per a tot el sistema de fitxers sencer. Per al sistema de fitxers aquest límit és de 2³² blocs. Tots dos límits depenen de la mida de bloc del sistema de fitxers; la taula següent en resumeix els límits:
| Mida de bloc | Mida màxima de fitxer | Mida màxima del sistema de fitxers |
| ------------ | --------------------- | ---------------------------------- |
| 1 KiB        | 16 GiB                | 2 TiB                              |
| 2 KiB        | 256 GiB               | 8 TiB                              |
| 4 KiB        | 2 TiB                 | 16 TiB                             |
| 8 KiB        | 2 TiB                 | 32 TiB                             |

1. ↑  La mida de bloc de 8 KiB només està disponible en arquitectures que permeten pàgines de 8 KiB, com ara Alpha.